# Anoplodactylus viridintestinalis
Anoplodactylus viridintestinalis is een zeespin uit de familie Phoxichilidiidae. De soort behoort tot het geslacht Anoplodactylus. Anoplodactylus viridintestinalis werd in 1904 voor het eerst wetenschappelijk beschreven door Cole. 